# Joël von Mutzenbecher
Joël Aramis von Mutzenbecher (* 1. Februar 1988 in Basel) ist ein Schweizer Komiker. Er ist für seine Art von Stand-Up-Comedy im englisch-amerikanischen Stil bekannt und spielt vor allem in der Schweiz, Österreich und Deutschland wie zum Beispiel im Quatsch Comedy Club in Hamburg und Berlin.

## Leben und Wirken
2004 begann von Mutzenbecher, Enkel des Schweizer Malers Werner von Mutzenbecher, im Alter von 16 Jahren in der Jugendsendung Mash TV (heute Mash) beim Lokalsender Telebasel als Moderator und Redaktor zu arbeiten. Dort präsentierte er unter anderem seine eigene Rubrik Joey on Tour, in der er einen der ersten Schweizer viralen Hits produzierte. Nachdem er zwei Jahre später das Gymnasium am Münsterplatz ohne Abschluss verlassen hatte, war von Mutzenbecher die nächsten Jahre bei verschiedenen Medienunternehmen wie Radio Basilisk, VIVA Schweiz oder SRF Virus als Praktikant oder freier Mitarbeiter tätig. Erste Schauspiel-Aufträge erhielt er zum Beispiel im Häbse-Theater Basel oder bei der SRF-Schulsoap Best Friends.
Im Sommer 2010 beendete von Mutzenbecher seinen Moderatoren-Job bei Mash TV und präsentierte ab Herbst monatlich im Häbse-Theater seine erste Bühnenshow Primetime Show mit Joël von Mutzenbecher, die in Zusammenschnitten auch auf Telebasel ausgestrahlt wurde. Die Show war vom Aufbau her eine klassische Late-Night-Show. Fixer Sidekick der Show war DJ Johny Holiday von der Hiphop-Band Brandhärd, Gäste waren bekannte Persönlichkeiten wie Marco Rima, Beni Thurnheer, Christa Rigozzi, Viktor Giacobbo, Carlos Leal oder sein Vater Heinz Margot. Durch die wachsende Bekanntheit wurde von Mutzenbecher für verschiedene Schauspiel- und Moderationsjobs engagiert. Er spielte unter anderem im Kinofilm 20 Regeln für Sylvie und moderierte diverse Radio- und TV-Sendungen für die Sender Energy Basel, ProSieben Schweiz oder SRF zwei. Nach 18 Ausgaben verkündete von Mutzenbecher im Frühling 2013 das Ende der Primetime Show (die Show wurde im Dezember 2016 für ein einmaliges Spenden-Special reaktiviert) und den Start seiner Karriere als Solo-Künstler.
Am 1. November 2013 hatte von Mutzenbechers erstes Comedy-Soloprogramm Multitalentfrei im Häbse-Theater Premiere, das von der Lokalpresse gute Kritiken erhielt. 2015 folgte das zweite Soloprogramm Wienerlipromi. Erneut führte Manuel Weingartner Regie. Dieses Programm verschaffte ihm erste TV-Auftritte wie zum Beispiel in der Late-Night-Show Giacobbo/Müller oder der Comedy-Show Comedy aus dem Labor. Mit Sequenzen aus dem Programm gewann er den Publikumspreis des Swiss Comedy Award 2015. Im Frühling 2017 absolvierte von Mutzenbecher erste Auftritte in Deutschland, darauf folgten Engagements in verschiedenen deutschen TV-Sendungen wie Quatsch Comedy Club (Sky 1), Die Comedy Show (ProSieben), Der RTL Comedy Grand Prix oder Das grosse Kleinkunstfestival (rbb). Am 3. November 2017 fand die Premiere von Mutzenbechers drittem Soloprogramm Halbidiot im Basler Häbse-Theater statt. von Mutzenbecher liess auf der darauffolgenden Tour erstmals Support-Acts wie Nico Arn, Frank Richter oder Cenk Korkmaz in seinen Shows auftreten. Mit dem Programm wurde er 2018 zweifach für den Swiss Comedy Award nominiert. Im Herbst 2019 erschien sein viertes Soloprogramm Feel Good Comedian. Als permanenter Support Act war Korkmaz auf der Tournee dabei. Das fünfte Programm Stand Uf!, erneut mit Korkmaz, hatte am 22. Oktober 2020 Premiere und wurde am 12. Februar 2023 als 35-Minuten-Zusammenschnitt in der TV-Sendung Comedy Showcase auf SRF 1 ausgestrahlt. ZERO, von Mutzenbechers sechstes Soloprogramm, hatte am 18. Oktober 2023 Premiere im Theater Fauteuil in Basel.

## Preise
- 2015 Swiss Comedy Award, Publikumspreis
- 2017 Quatsch Talentschmiede, Ehrenpreis[16]
- 2020 Giesserei Comedy Club, Publikumsaward
- 2022 Die Krönung Aadorf, Königskrone[17]

## Bühnenshows
Soloprogramme
- 2013–2015: Multitalentfrei (Regie: Manuel Weingartner)
- 2015–2017: Wienerlipromi (Regie: Manuel Weingartner)
- 2017–2019: Halbidiot
- 2019–2020: Feel Good Comedian
- 2020–2023: Stand Uf!
- 2023–2025: ZERO
- seit 2025: UNBOXED

Co-Veranstalter und Produzent
- 2010–2013: Primetime Show mit Joël von Mutzenbecher (und Moderation)
- 2014–2021: Comedy im Balz (und Moderation)
- seit 2017: Swiss Comedy Night
- 2018–2020: Comedy im LWB (und Moderation)
- 2018–2020: Comedy im OC (und Moderation)
- 2019–2020: Comedy im Parterre (und Moderation)
- seit 2021: Stand Up – Comedy-Night in der Oberen Mühle (und Moderation)
- seit 2024: Stand Up im Tabourettli (und Moderation)

Regisseur
- 2022: Frank Richter, Bla Bla Land (Soloprogramm)
- 2022: Philip Wiederkehr, Tele Guacamole (Soloprogramm)
- 2023: Javier Garcia, EGO (Soloprogramm)
- 2024: Frank Richter, Alles auf Schwarz (Soloprogramm)

## Film und Fernsehen
Comedy-Auftritte
- 2015: STAND UP! Comedy Show (Folge 5), Puls 8
- 2015: Endspott – der satirische Jahresrückblick, SRF 1
- 2016: Giacobbo/Müller, SRF 1
- 2016: STAND UP! Comedy Show (Folge 7), Puls 8
- 2016: Comedy aus dem Labor, SRF 1
- 2017: Deville Late Night, SRF 1
- 2017: Quatsch Comedy Club, Sky 1
- 2018: Die Comedy Show, ProSieben
- 2018: Stand Up! Comedy Show (Folge 19), Puls 8
- 2018: UnterBüsser, SRF 1
- 2018: RTL Comedy Grand Prix, RTL
- 2019: Comedy Grenzgänger, Puls 4
- 2019: Deville, SRF 1
- 2020: Comedy Talent Show, SRF 1
- 2020: Hello Again, SRF 1
- 2022: STANDUP 3000, Comedy Central
- 2023: Comedy Showcase, SRF 1
- 2023: Das grosse Kleinkunstfestival, rbb
- 2025: Best Of Arosa Humor-Festival, SRF 1

Moderation
- 2004–2010: Mash TV, Telebasel (und Redaktion)
- 2010–2011, Primetime Show mit Joël von Mutzenbecher, Telebasel (und Produzent)
- 2012: Wild@7, SRF zwei
- 2012–2016: Energy Fashion Night: Countdown, ProSieben Schweiz
- 2012–2017: Energy Star Night, ProSieben Schweiz
- 2013–2017: Energy Fashion Night: Best Of, ProSieben Schweiz
- 2013: Elite Model Look Red Carpet, ProSieben Schweiz
- 2015: glanz & gloria Gastmoderation, SRF 1
- 2017: vo Mutzebächer (und Hauptautor), SRF Online
- 2019–2022: STAND UP! Comedy Show, Puls 8
- seit 2019: FEEL GOOD PODCAST mit Joël von Mutzenbecher, YouTube (und Produzent)

Darsteller TV
- 2010–2011: Best Friends (1. und 3. Staffel), SRF 1

Darsteller Film
- 2014: 20 Regeln für Sylvie | Regie: Giacun Caduff | Produktion: arbel GmbH

## Radio
- 2007–2009: Verantwortlich für Rubrik Filmcheck, SRF Virus
- 2011–2012: Moderation, Radio Basel
- 2012–2013: Moderation Energy Midday, Energy Basel
- 2013–2016: Moderation Energy Downtown, Energy Basel
- 2018: Verantwortlich für Comedy-Rubrik Gueti-Luune-Show, SRF 3
- 2019–2021: Moderation WochenRundShow, SRF 3
- seit 2019: FEEL GOOD PODCAST mit Joël von Mutzenbecher, Spotify / Apple Podcasts (und Produzent)

## Theater
- 2007: Leo, riss di zämme! | Häbse-Theater Basel  | Regie: Hans-Jörg Hersberger
- 2008: Weekend im Paradies | Häbse-Theater Basel | Regie: Hans-Jörg Hersberger
- 2009: Mimösli 2009 | Häbse-Theater Basel | Regie: Hans-Jörg Hersberger
- 2009: Der entfiehrt Papscht | Häbse-Theater Basel | Regie: Hans-Jörg Hersberger
- 2010: Mimösli 2010 | Häbse-Theater Basel | Regie: Hans-Jörg Hersberger
- 2010: Killer killen Killer | Tournee-Theater DinnerKrimi | Regie: Peter Denlo
- 2011: Mimösli 2011 | Häbse-Theater Basel | Regie: Hans-Jörg Hersberger
- 2012: Schönheitsklinik Helve-Diva | Häbse-Theater Basel | Regie: Dani von Wattenwyl
- 2013: Immer Laschter mit em Zaschter | Häbse-Theater Basel | Regie: Dani von Wattenwyl
- 2014: Diamante und e Brilliante | Häbse-Theater Basel | Regie: Dani von Wattenwyl
- 2015: Ehezorn am Matterhorn | Matterhorn glacier paradise | Regie: Peter Denlo
- 2018: Nightmär-chen für Erwachsene: Froschkönig | Theater am Hechtplatz | Regie: Erich Vock

## Belege
1. ↑  Dominik Heitz: Über Youtube zu nationaler Beachtung. In: Basler Zeitung. Abgerufen am 16. Oktober 2019.
2. ↑  abouttravel.ch: Ich muss Raum für Improvisationen haben
3. ↑  SRF Schweizer Radio und Fernsehen: Best Friends. In: SRF Schweizer Radio und Fernsehen. Abgerufen am 16. Oktober 2019.
4. ↑  20regeln-movie.ch: 20 Regeln für Sylvie
5. ↑  Marc Bachmann: Der Panther schnurrt: Energy Basel ist auf Sendung. In: bachmediennews. Abgerufen am 16. Oktober 2019.
6. ↑  SRF Schweizerisches Radio und Fernsehen: Joël von Mutzenbecher an der HSG
7. ↑  Lea Berndt: Multitalent der Unterhaltung. In: Basler Zeitung. Abgerufen am 16. Oktober 2019.
8. ↑  SRF Schweizerisches Radio und Fernsehen: Auftritt: Joël von Mutzenbecher
9. ↑  youtube.com: Joël von Mutzenbecher - Comedy aus dem Labor
10. ↑  SRF Schweizerisches Radio und Fernsehen: Studiogast: Joël von Mutzenbecher
11. ↑  Telebasel: Von Mutzenbecher vierfach für Swiss Comedy Award nominiert
12. ↑  Joël von Mutzenbecher: Leute, heute ist mein Geburtstag. In: Facebook. Abgerufen am 16. Oktober 2019.
13. ↑  Scotti sagt: Statt auf der Bühne zu stehen, liegt Joël von Mutzenbecher im Spital. In: Telebasel. 13. Oktober 2020, abgerufen am 9. November 2020 (Schweizer Hochdeutsch).
14. ↑  Joël von Mutzenbecher – Ausschnitt aus dem Progamm "Stand Uf!" In: SRF Schweizer Radio und Fernsehen. 12. Februar 2023, abgerufen am 14. Mai 2023.
15. ↑  Joël von Mutzenbecher - ZERO. In: Theater Fauteuil Basel. Abgerufen am 24. August 2022.
16. ↑  Quatsch Comedy Club: Joël von Mutzenbecher
17. ↑  Christoph Heer: Zwei Könige und genug Niveau. Thurgauer Zeitung, abgerufen am 28. März 2024.

| Personendaten    | Personendaten                                              |
| ---------------- | ---------------------------------------------------------- |
| NAME             | Mutzenbecher, Joël von                                     |
| ALTERNATIVNAMEN  | Mutzenbecher, Joël Aramis von (vollständiger Name)         |
| KURZBESCHREIBUNG | Schweizer Komiker, TV- und Radiomoderator und Schauspieler |
| GEBURTSDATUM     | 1. Februar 1988                                            |
| GEBURTSORT       | Basel                                                      |